# TRAMO-SEATS
TRAMO (Time series Regression with ARIMA noise, Missing values and Outliers) y SEATS (Signal Extraction in ARIMA Time Series) son dos programas informáticos desarrollados por Agustín Maravall y Víctor Gómez (este último hasta el año 2000) en el Instituto Universitario Europeo primero y en el Banco de España después, para el análisis de series temporales. Sus principales aplicaciones son la previsión, el ajuste estacional, la estimación de la tendencia y el ciclo, la interpolación, la detección y la corrección de los valores aberrantes (outliers) y la estimación de los efectos de calendario. Contiene una metodología basada en modelos de regresión-ARIMA enteramente automática (por defecto). 

## Presentación
El software TRAMO-SEATS está recomendado, entre otros, por Eurostat para la corrección de la variación estacional de los indicadores a corto plazo.
TRAMO-SEATS utiliza métodos de ajuste estacional paramétricos, basados en modelos ARIMA estacionales y en métodos de análisis spectral. Las series calculadas por TRAMO-SEATS no muestran tendencia a sufrir excesos de corrección.
Para efectuar las correcciones, TRAMO-SEATS procede en dos etapas:
- La estimación de los coeficientes estacionales será tanto más satisfactoria si la serie original no está demasiado perturbada por ruido coyuntural. Por eso, en un primer momento, el módulo TRAMO detecta los valores extremos y las perturbaciones que conducirían a fragilizar las estimaciones de los efectos de calendario.
- En un segundo paso, el módulo SEATS descompone la serie linealizada según el modelo escogido por el módulo TRAMO en forma de elementos ortogonales: la tendencia-ciclo, la estacionalidad y el componente irregular por estimación y descomposición de la densidad espectral del modelo ARIMA.

## Historia
El software TRAMO-SEATS ha sido desarrollado por Agustín Maravall y Víctor Gómez - que mantienen los derechos de autor [Madrid. R.P.I. M-53272; M-53273] - con la ayuda de Gianluca Caporello. Ha sido el resultado de muchos años de trabajo. La base de partida de SEATS fue un programa preliminar  desestacionalización puesto a punto por John Peter Burman en el Banco de Inglaterra. El Instituto Universitario Europeo de Florencia aportó su apoyo durante los siete años siguientes; posteriormente el Banco de España prestó su apoyo hasta el año 2014. (Víctor Gómez abandonó el proyecto en el año 2000). El US Bureau of the Census los ha incorporado a su programa X13-ARIMA.SEATS y el Sistema Estadístico Europeo ha desarrollado JDEMETRA+, una interfaz en JAVA con TRAMO-SEATS y X12-ARIMA, dirigida por el Banco de Bélgica principalmente, el Eurostat, el INSEE (instituto de Estadística Francés), el Banco Central Europeo, el Bundesbank, el ISTAT (Instituto de Estadística Italiano), y otras instituciones, para su uso en los países europeos.

## Aplicación
TRAMO-SEATS se usa de modo habitual, entre otros,  en numerosos bancos centrales e institutos nacionales de estadísticas, en universidades y en multitud de organismos y empresas.

## Artículo conexo
Serie temporal